# Ministerium der Finanzen des Landes Sachsen-Anhalt

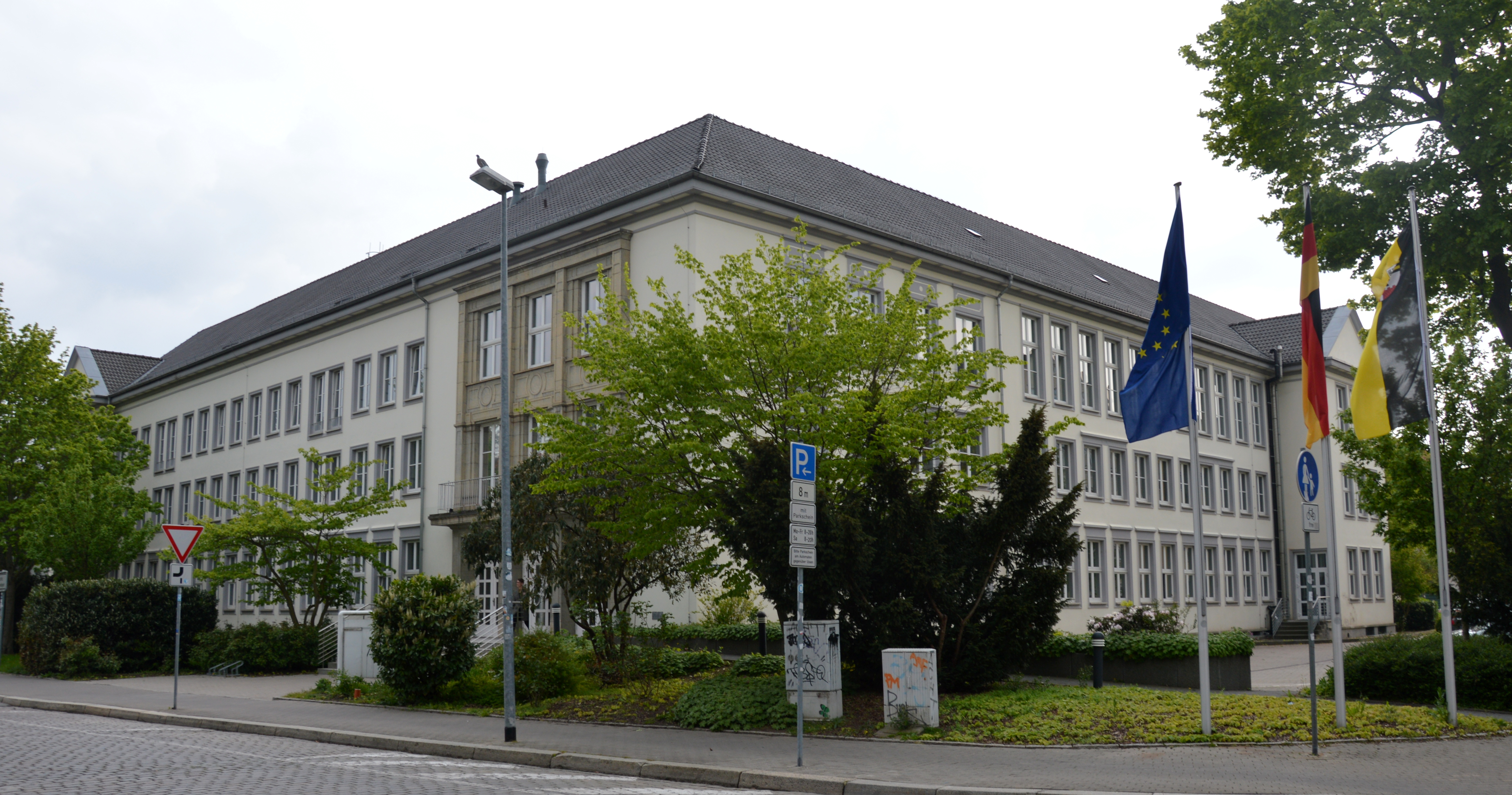
Finanzministerium Sachsen-Anhalt

Das Ministerium der Finanzen des Landes Sachsen-Anhalt ist ein Ministerium der Landesregierung von Sachsen-Anhalt und seit der Wiedergründung des Landes im Jahr 1990 die oberste Finanzbehörde des Landes. Seit dem 20. Juni 2019 wird es von Minister Michael Richter (CDU) geleitet. Staatssekretär im Ministerium der Finanzen ist Rüdiger Malter.

## Geschichte
Nach dem Zweiten Weltkrieg bestanden zunächst noch keine Ministerien. In der 1945 gebildeten „Provinzialverwaltung Sachsen“ war für Finanzen Präsident Erhard Hübener zuständig. 1946 wurde dann ein Finanzministerium gegründet, welches bis zur Auflösung des Landes 1952 bestand.
Mit der Wiedergründung des Landes Sachsen-Anhalt 1990 wurde auch das Ministerium der Finanzen wiedergegründet. Dieses besteht unter dieser Bezeichnung seitdem unverändert.

## Aufgaben
Im Ministerium der Finanzen werden alle Einnahmen und Ausgaben des Landes vorausgeschätzt, geplant und überwacht. Für jedes Jahr wird hier ein Haushaltsplan erstellt. Erstmals für die Jahre 2005/2006, dann für 2008/2009, 2010/2011, 2012/2013, 2015/2016, 2017/2018 und, so ist beabsichtigt, auch für 2020/2021 wurden Doppelhaushalte aufgestellt. Im Vorgriff auf die Finanzplanungen der nächsten Jahre wird die mittelfristige Finanzplanung erstellt, die dazu dient, über einen Zeitraum von fünf Jahren die Grundlinien der Finanzpolitik darzustellen.
Dabei bilden die Steuern den größten Einnahmeposten im Landeshaushalt. Im Jahre 2007 gelang es Sachsen-Anhalt erstmals, ohne Neuverschuldung zu wirtschaften, d. h., die Nettokreditaufnahme betrug 0 Euro. Ab dem Jahre 2009 sollte mit der Tilgung der Schulden, die sich bis dahin auf rund 20 Milliarden EUR beliefen, begonnen werden. Das gelang jedoch angesichts der Finanz- und Wirtschaftskrise, des aufzubringenden Landesanteils an den Abwehrmaßnahmen gegen die Krise und einbrechenden Steuereinnahmen zunächst nicht. Ab 2014 wurde mit der Altschuldentilgung begonnen.

## Finanzpolitik
Sachsen-Anhalt erfüllt nicht nur die Anforderungen der grundgesetzlich verankerten Schuldenbremse. Es konnten auch weitere wichtige Weichenstellungen vorgenommen werden: Die Tilgung der Landesschulden wurde bei 100 Mio. EUR jährlich verstetigt. Damit sollen bis 2020 die Schulden des Landes um eine halbe Milliarde Euro reduziert werden.

## Organisation
Das Ministerium der Finanzen besteht aus diesen vier Abteilungen:
- Allgemeine Angelegenheiten, Dienst- und Tarifrecht
- Haushaltsabteilung
- Vermögens- und wirtschaftspolitische Angelegenheiten, staatliches Liegenschafts- und Baumanagement
- Steuern

Im Ministerium der Finanzen des Landes Sachsen-Anhalt ist zudem die Interministerielle Geschäftsstelle zur Steuerung der EU-Strukturfonds (EU-Verwaltungsbehörde) angesiedelt.

## Behörden im Geschäftsbereich des Ministeriums
- Bau- und Liegenschaftsmanagement Sachsen-Anhalt (BLSA)

- 14 Finanzämter